# Falafel
I falafel (in arabo فلافل‎?, in ebraico פָלָפֶל‎?) sono una pietanza tipica della cucina mediorientale, principalmente in quella levantina ed egiziana, costituita da polpette di legumi speziate e fritte. I legumi più utilizzati sono le fave, i ceci e i fagioli tritati e vengono conditi con sommacco, cipolla, aglio, cumino e coriandolo.

## Descrizione

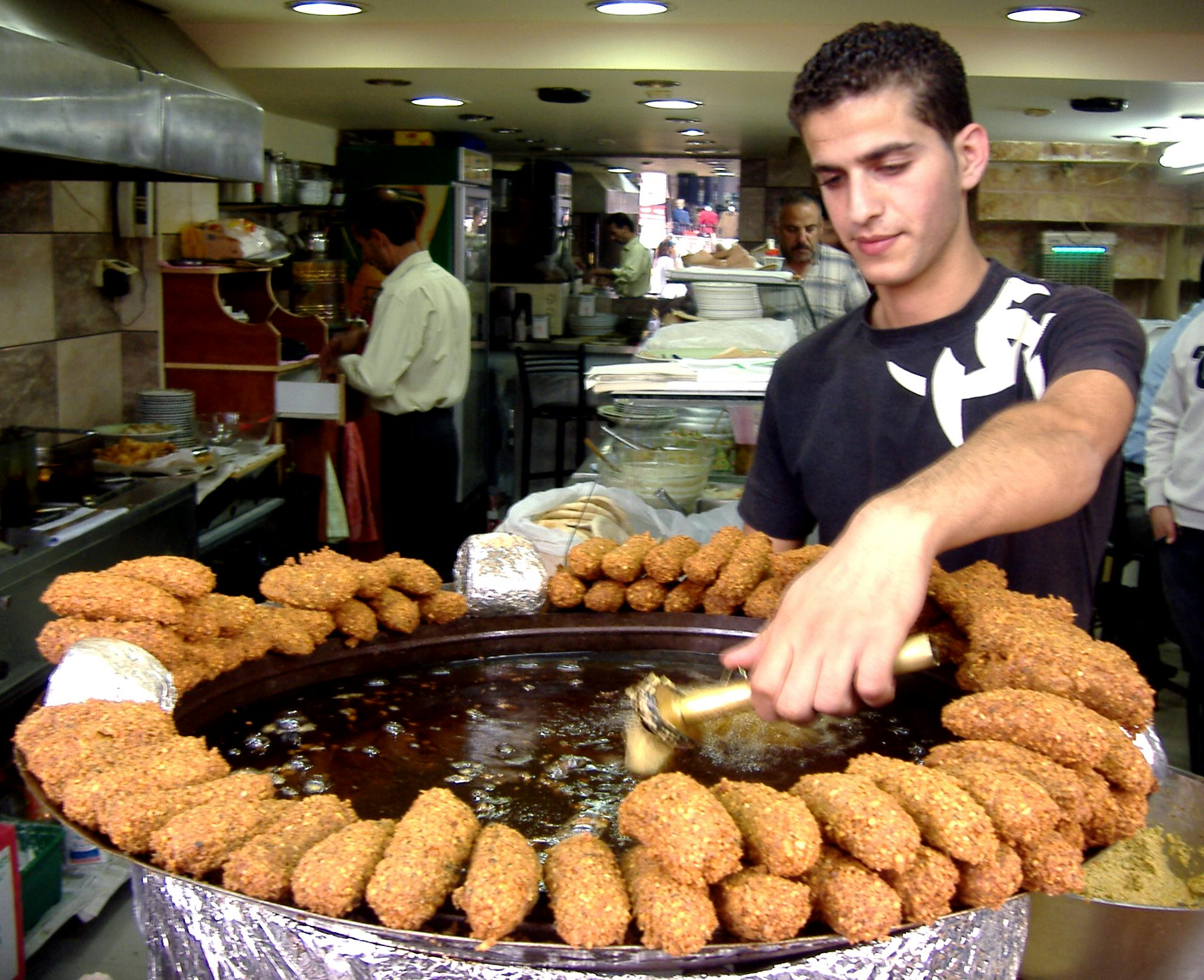
Frittura di falafel a Ramallah

I falafel vengono preparati con i ceci in Levante e con le fave in Egitto. Sono spesso serviti in sandwich di pita conditi con pomodori, lattuga, cetrioli, cipolla, prezzemolo e yogurt. In Egitto i falafel, noti anche come ta'amiyya, sostituiscono la carne nei giorni del digiuno dei copti. In Medio Oriente costituiscono anche un cibo di strada. I falafel sono stati adottati e pienamente integrati nella cucina israeliana, che ha contribuito alla loro diffusione in Occidente.